# Тринка
Тринка (рум. Trinca) — село в Единецком районе Молдавии. Относится к сёлам, не образующим коммуну.

## География
Село Тринка расположено на реке Драдиште примерно в 14 км к западу от города Единец. Ближайшие населённые пункты — сёла Коржеуцы, Константиновка и Тырново.
Высота населённого пункта - 174 метра над уровнем моря.

## Население
По данным переписи населения 2004 года, в селе Тринка проживает 3108 человек (1507 мужчин, 1601 женщина).
Этнический состав села:
| Национальность | Число жителей | Процентный состав |
| -------------- | ------------- | ----------------- |
| молдаване      | 3028          | 97.43             |
| украинцы       | 46            | 1.48              |
| русские        | 17            | 0.55              |
| румыны         | 14            | 0.45              |
| гагаузы        | 1             | 0.03              |
| прочие         | 2             | 0.06              |
| Всего          | 3108          | 100%              |

## Археология
Рядом с селом расположено уникальное ущелье, в котором ранее добывалась известь. В районе села находятся несколько памятников археологии.